# ACT Airlines
ACT Airlines, que operaba como myCargo Airlines, es una aerolínea de carga con sede en Estambul, Turquía. Realiza vuelos chárter internacionales de carga aérea, así como vuelos para otras compañías. Su base de operaciones principal es el Aeropuerto Internacional Sabiha Gökçen, Estambul.

## Historia
Aunque ACT Airlines fue inaugurada en 2004, la compañía cambió de propietarios en marzo de 2006 cuando los veteranos aviadores turcos Yavuz Çizmeci y Cankut Bagana se aliaron con HBK investments LLP para adquirir la compañía. En febrero de 2008, un 21 por ciento de la empresa fue adquirida por Manara Investments Ltd., Manara es una nueva empresa de inversiones apoyada por cuatro grupos de negocios saudíes. Los nuevos accionistas y los ya existentes esperaban convertir a ACT Airlines en empresa líder en vuelos regionales e internacionales.
ACT recibió el prestigioso SCATA Supply Chain and Transport Award como ‘Operador de carga aérea del año’ en reconocimiento de su excepcional servicio de atención al cliente en 2007. La aerolínea también recibió la certificación IATA después de superar la auditoría realizada por parte de IATA (IOSA).
En 2011, la sociedad china HNA Group adquirió el 49 % de las acciones de ACT Airlines. El 50,9 % permaneció en posesión de Daglar Çizmeci y el 0,1 % restante en posesión de otros accionistas turcos. ACT Airlines se renombró como myCargo Airlines tras esta alianza.

## Flota

### Flota Actual

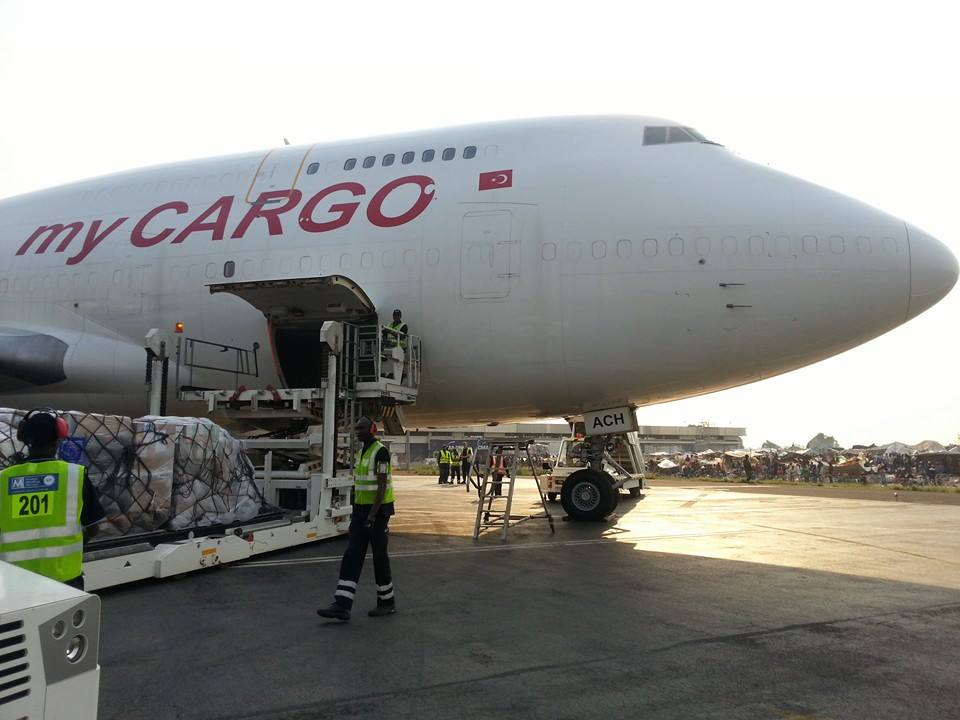
Boeing 747-400BDSF de myCargo Airlines

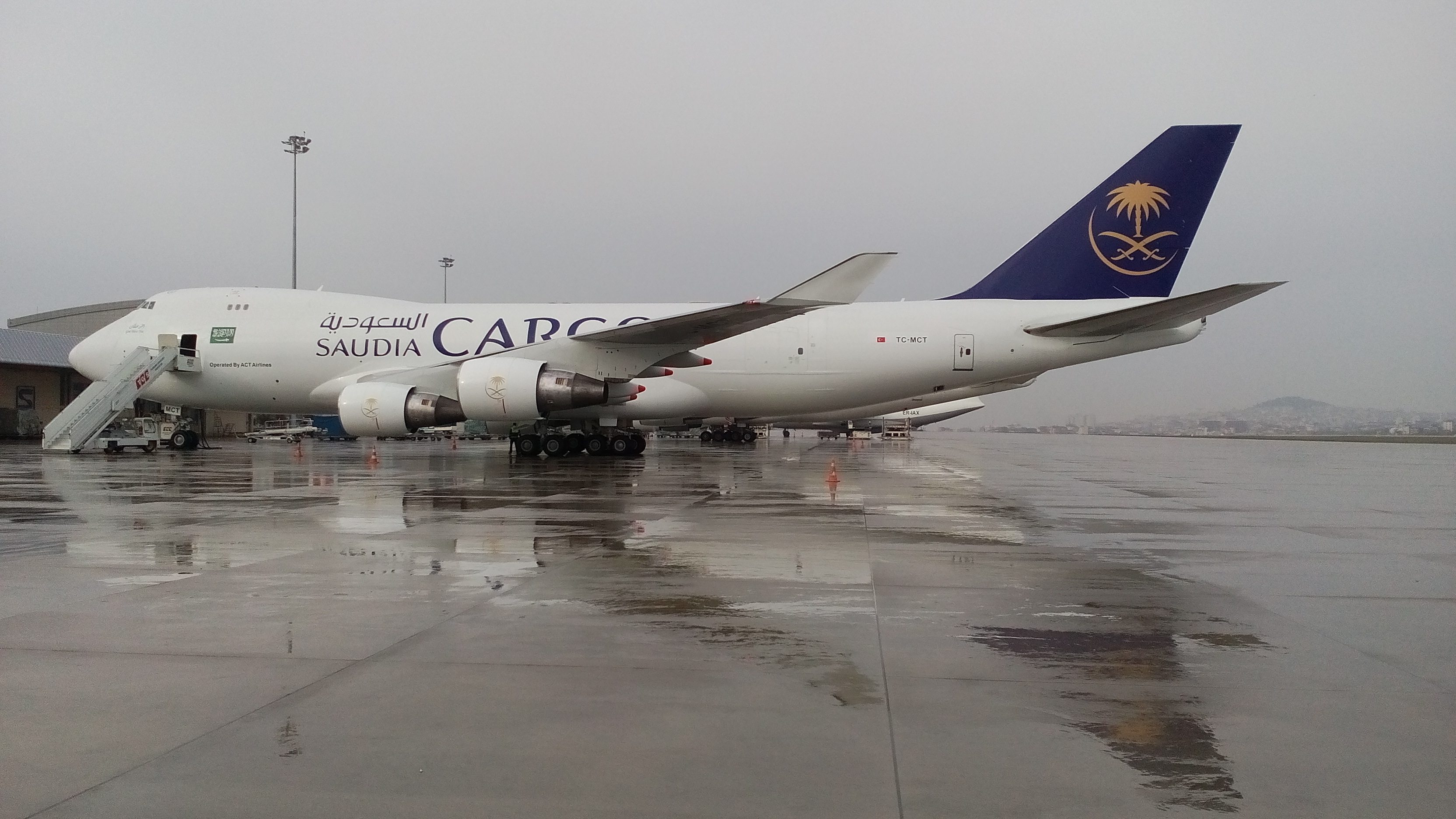
Boeing 747-400F de myCargo Airlines

La flota de ACT Airlines incluye las siguientes aeronaves, con una edad media de 25,7 años (a julio de 2023):
| Aeronaves          | En servicio | Matrícula      |
| ------------------ | ----------- | -------------- |
| Boeing 747-400BDSF | 2           | TC-ACG, TC-ACF |
| Boeing 747-400ERF  | 2           | TC-ACM, TC-ACR |
| Total:             | 4           |                |

## Accidentes e incidentes
El 16 de enero de 2017 a las 01:20 UTC, el Vuelo 6491 operado por el Boeing 747-400F con matrícula TC-MCL y en ruta desde Hong Kong a Biskek se estrelló en una zona residencial durante la aproximación al Aeropuerto Internacional de Manas, situado a 25 km de la capital de Kirguistán, pereciendo los 4 miembros de la tripulación y 35 personas en tierra. Las causas del accidente se debieron a la falsa captura del ILS y a un error del piloto.